# Solenopsis (zoologia)
Solenopsis Westwood, 1840 è un genere di formiche appartenente alla sottofamiglia Myrmicinae.
Le specie di questo genere, in particolare le invasive S. invicta e S. richteri, sono note con il nome comune di formiche di fuoco (fire ants) e sono di particolare interesse medico-sanitario in alcune aree del mondo in quanto le loro punture possono produrre gravi reazioni allergiche nell'uomo.

## Descrizione

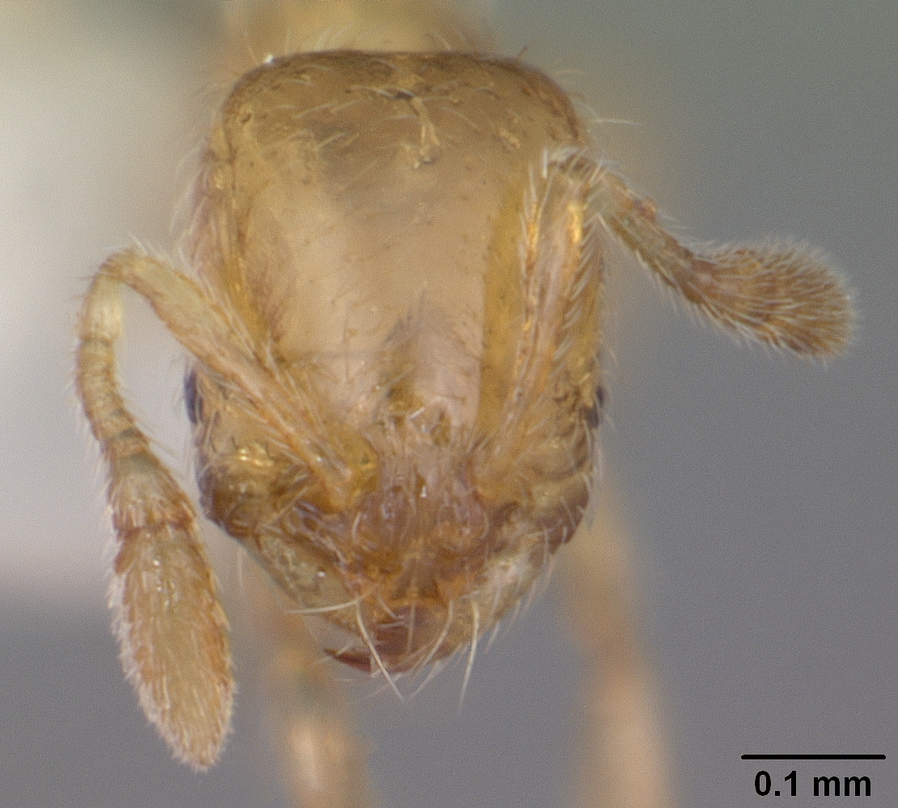
Primo piano di operaia di Solenopsis abdita

Caratteristiche comuni a tutte le specie del genere sono un peziolo bisegmentato, l'assenza di spine sul propodeo e la presenza di lunghe setole al centro del clipeo (subito al di sopra delle mandibole). Le operaie si caratterizzano per il numero di articoli delle antenne, che sono dieci, gli ultimi due claviformi. La maggior parte delle specie ha occhi piccoli o rudimentali e mandibole strette, armate di 3-4 denti.
I maschi sono alati, privi di pungiglione, di dimensioni maggiori di quelle delle operaie ma inferiori a quelle delle regine. Le regine sono alate, e si caratterizzano per un gastro notevolmente voluminoso; subito dopo l'accoppiamento perdono le ali.

## Biologia
Formano colonie di migliaia di esemplari, talora poliginiche, cioè con più di una regina per nido.
Nidificano nel terreno, spesso in vicinanza di aree umide quali le rive dei fiumi o degli stagni. L'ingresso dei nidi si trova spesso al riparo di oggetti quali tronchi, rocce, mattoni; in caso contrario le formiche ereggono tumuli a forma di cupola, alti sino a 40 cm. Alcune specie (p.es. S. fugax) costruiscono i nidi nei pressi di quelli di altre specie di formiche (Lasius spp. e Formica spp.) creando comunicazioni con queste attraverso gallerie che permettono loro di saccheggiarne le riserve di cibo.
La maggior parte delle specie sono onnivore e si nutrono principalmente di vegetali e semi; sono tuttavia anche dei predatori molto aggressivi, in grado di attaccare prede anche molto più grandi di loro quali cavallette, libellule e talora anche piccoli vertebrati.

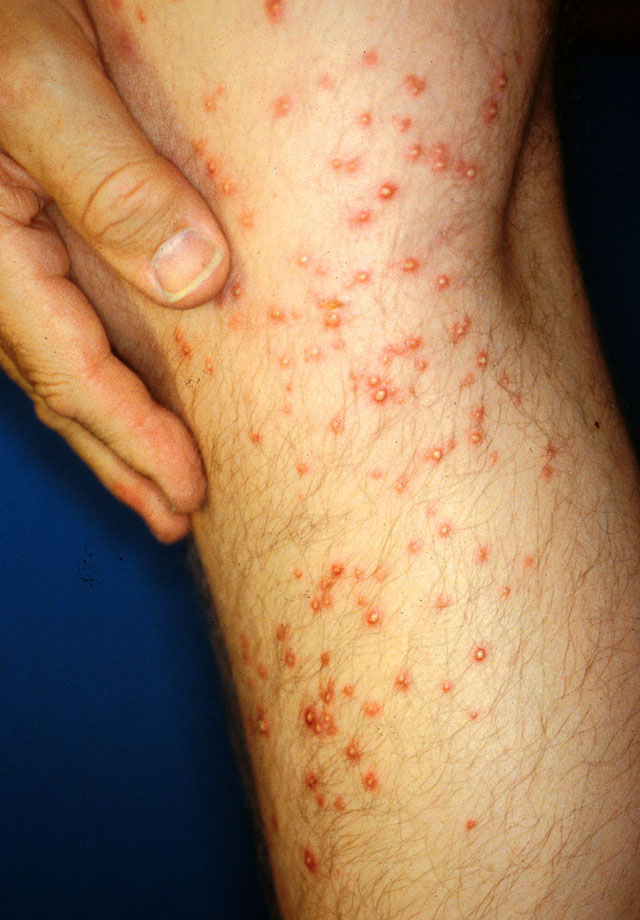
I postumi di un assalto di formiche di fuoco sulla gamba di un essere umano

Difendono aggressivamente il nido da tutto ciò che può rappresentare una minaccia: se disturbate fuoriescono in massa dal nido e assaltano l'intruso risalendo lungo le sue gambe.
Il loro morso provoca un forte dolore nell'essere umano, sensazione simile a quella di una bruciatura, da cui il nome comune di "formiche di fuoco". A differenza di molte altre formiche che mordono e poi spruzzano acido formico sulla ferita, le formiche di fuoco usano le mandibole solo come ancoraggio e quindi utilizzano il pungiglione per iniettare un veleno, un alcaloide chiamato solenopsina, appartenente alla classe delle piperidine, con proprietà emolitiche e citotossiche. Il veleno ha anche proprietà insetticide e antibiotiche, e viene spruzzato sulle larve per proteggerle dall'aggressione di microrganismi. Viene inoltre utilizzato come repellente nelle interazioni con altre specie.

### Sintomi del morso nell'uomo
La puntura della formica di fuoco provoca un dolore urente che regredisce dopo 20 minuti; in seguito nel sito della puntura compare una vescica sierosa, circondata da un'area edematosa e molto calda. Le vesciche molto spesso si ulcerano e tendono a sovrainfettarsi.
In alcuni soggetti, ipersensibili al veleno, possono aversi fenomeni di anafilassi, che comprendono dolore toracico, nausea, sudorazione profusa, dispnea, edema della glottide, il cui esito può anche essere fatale se non si interviene tempestivamente con le cure appropriate..

## Tassonomia

### Specie

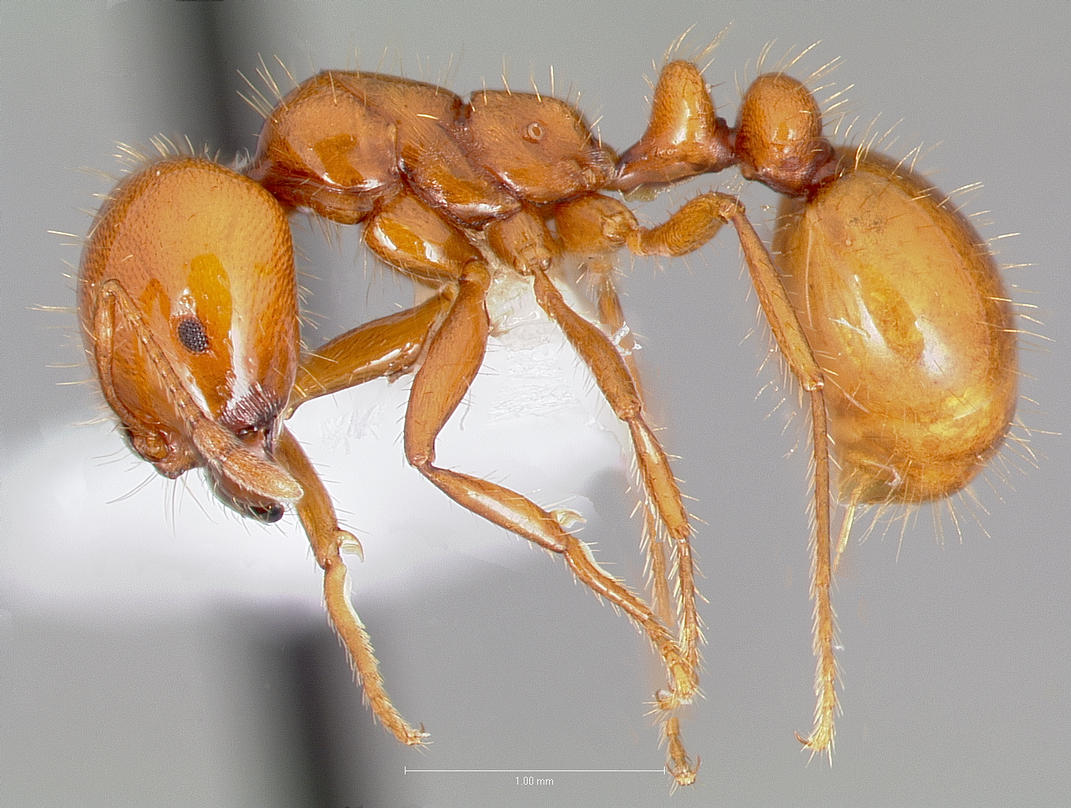
Solenopsis amblychila

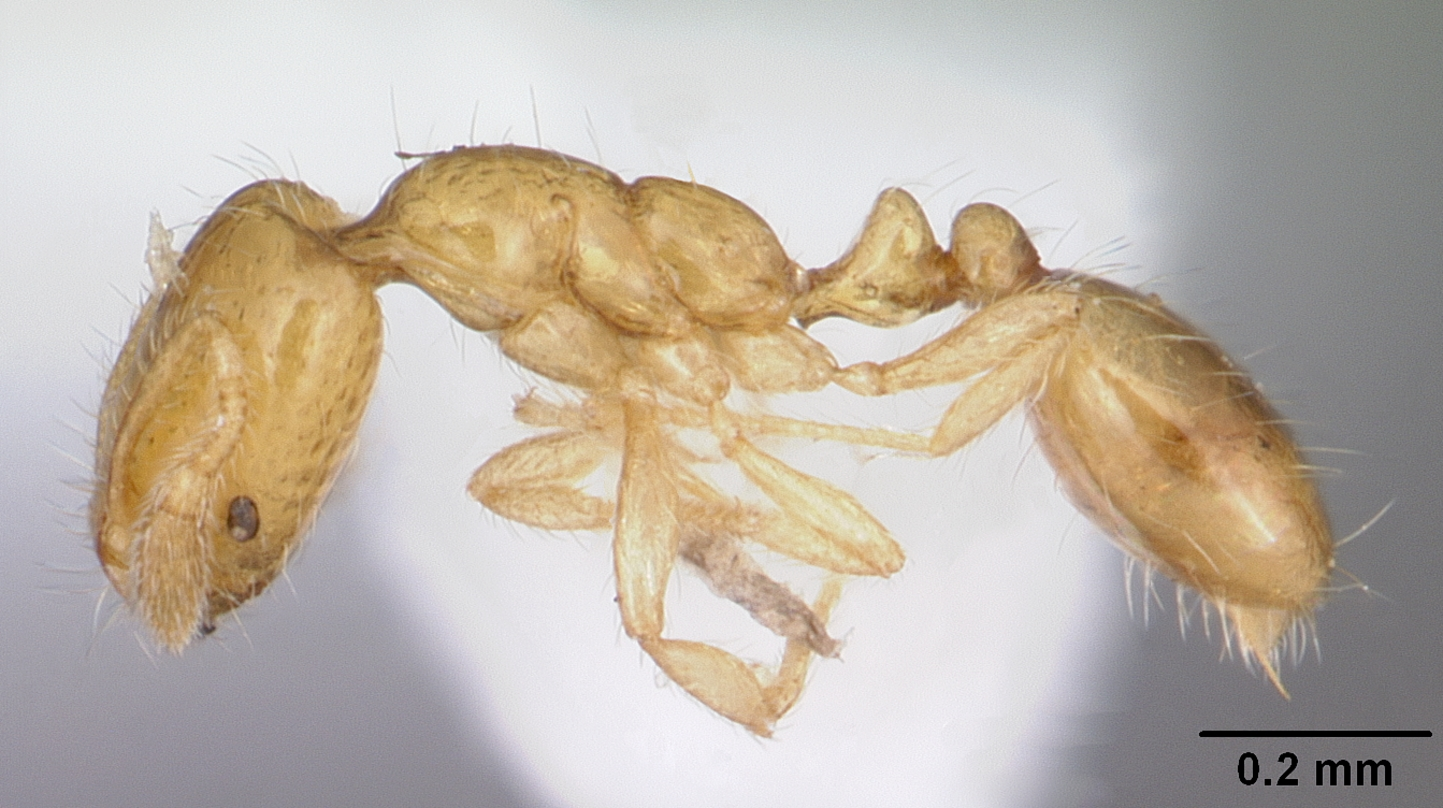
Solenopsis corticalis

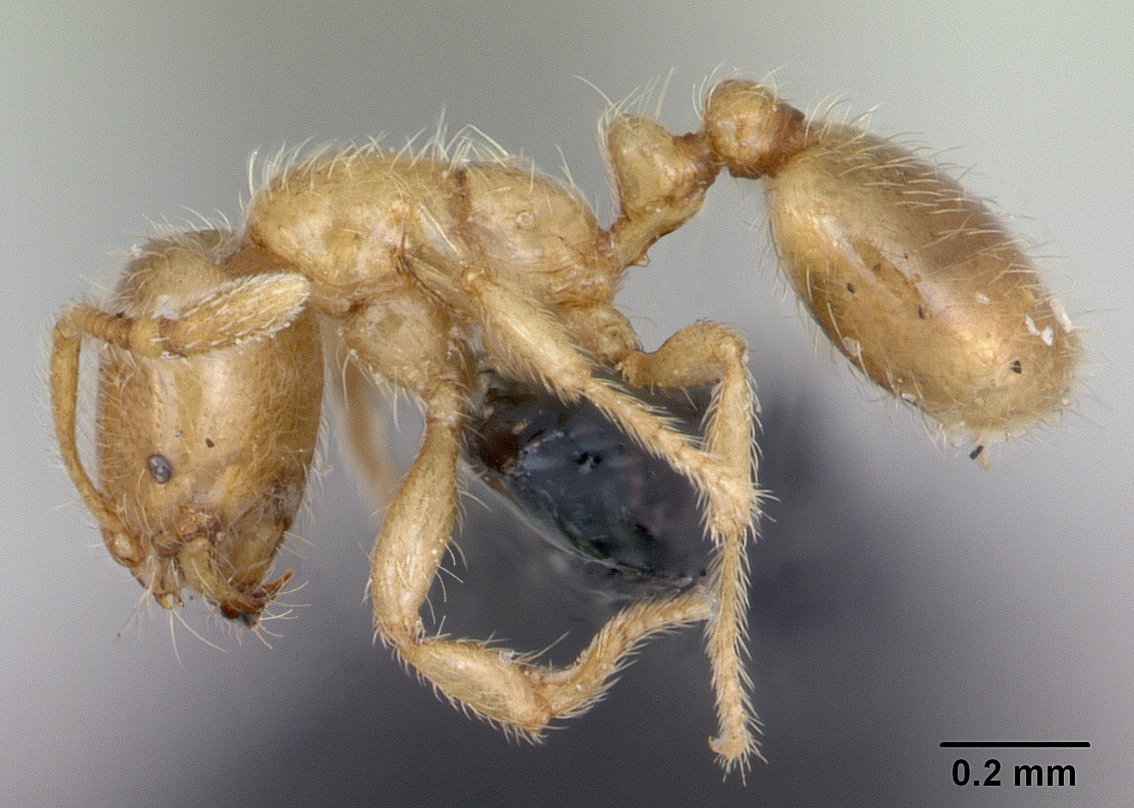
Solenopsis fugax

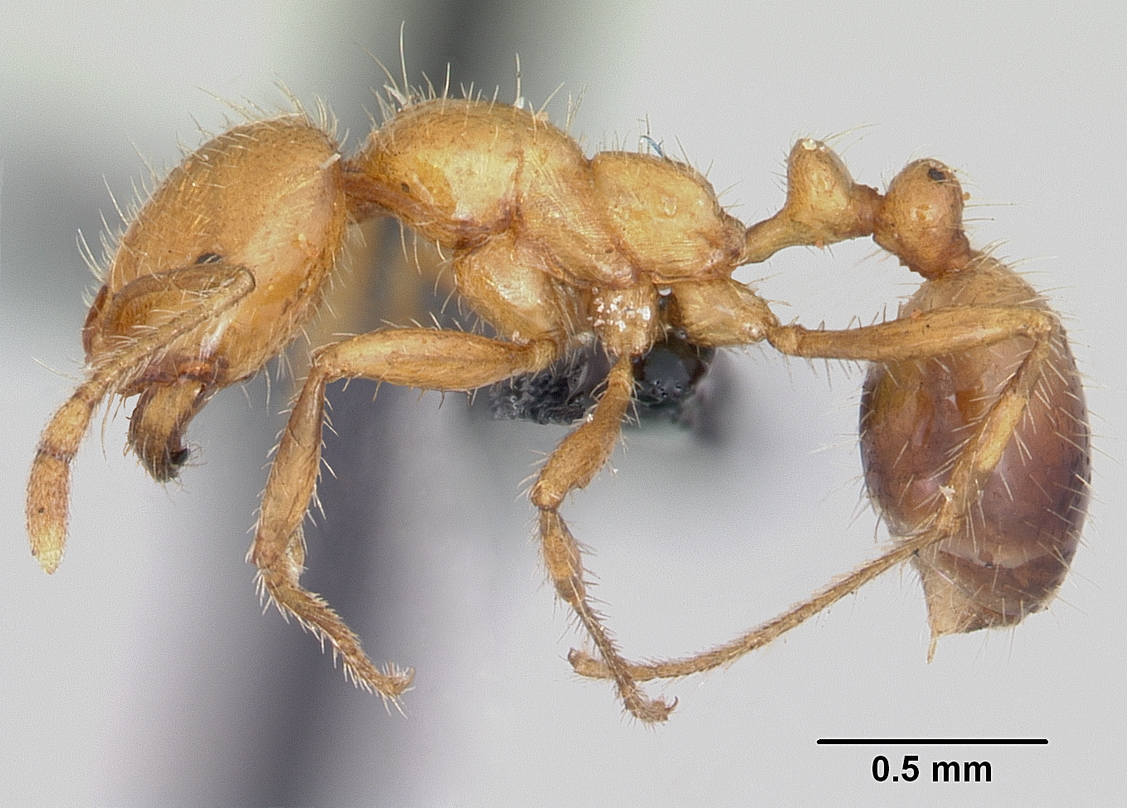
Solenopsis geminata

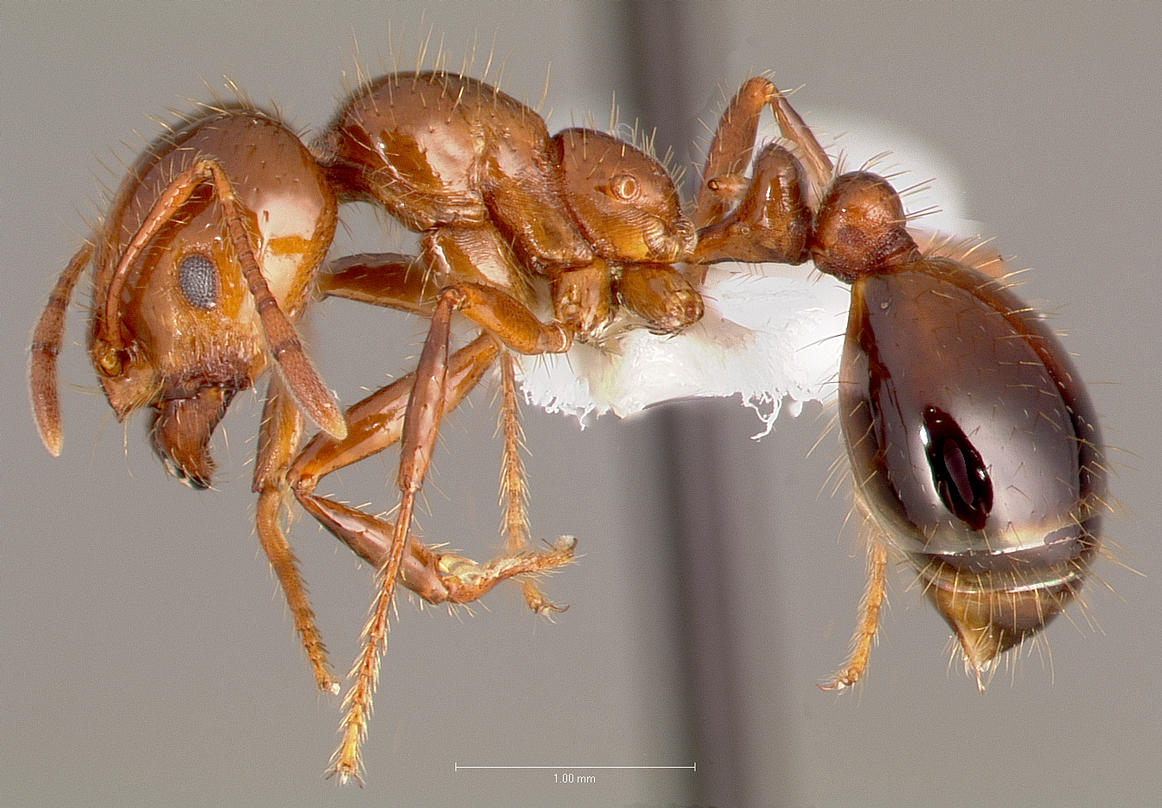
Solenopsis invicta

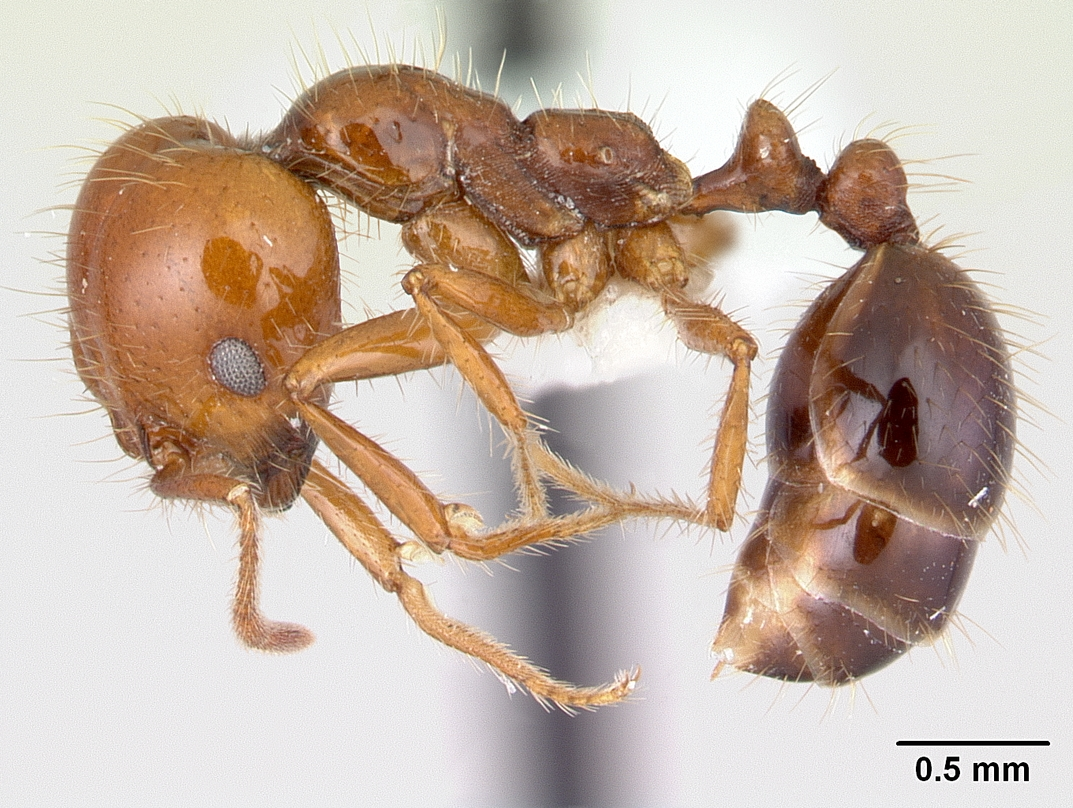
Solenopsis megergates

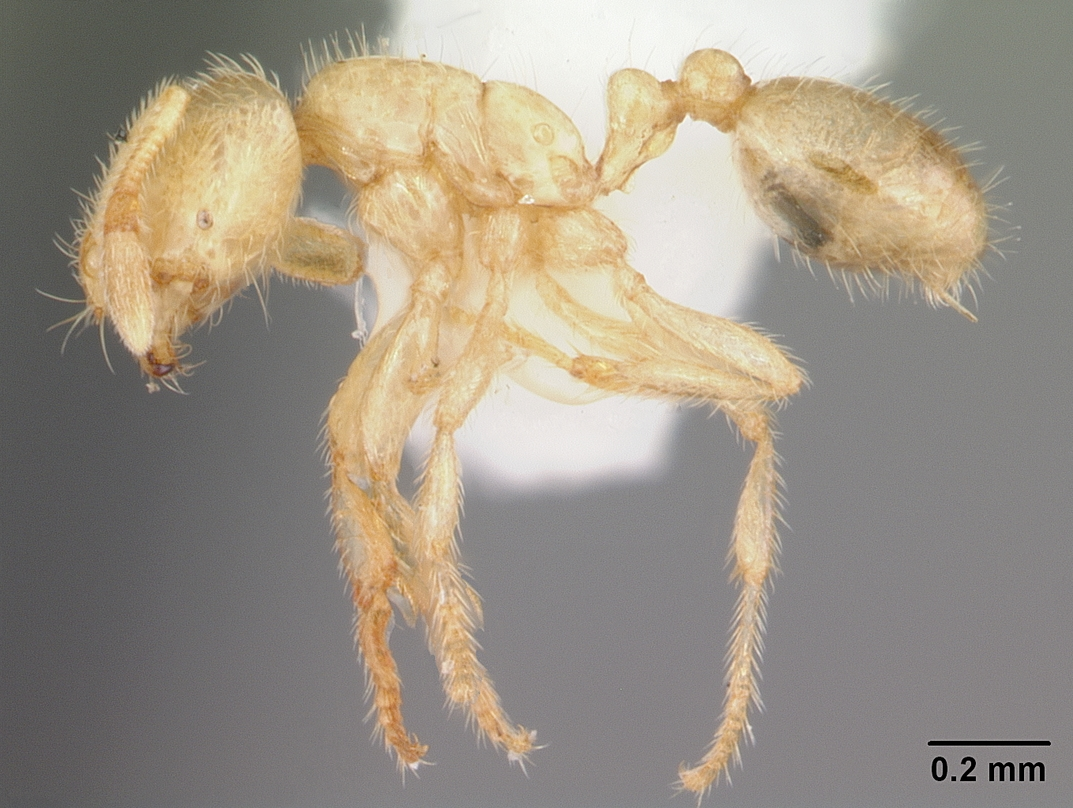
Solenopsis pergandei

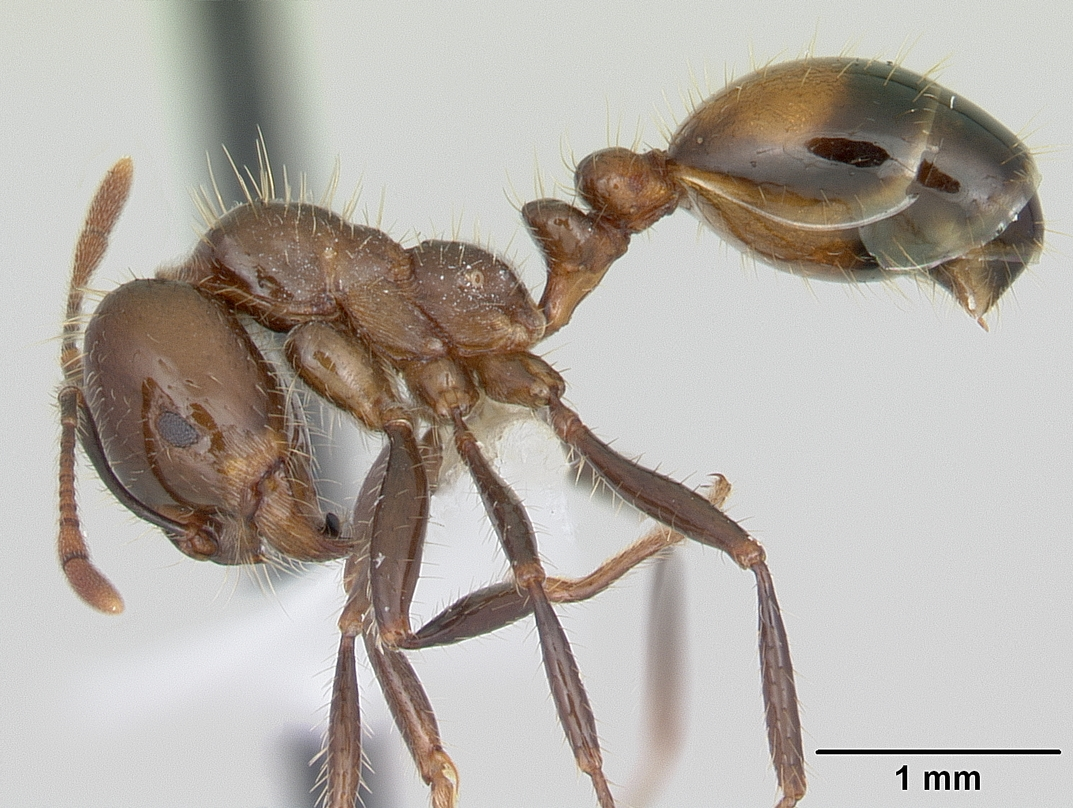
Solenopsis richteri

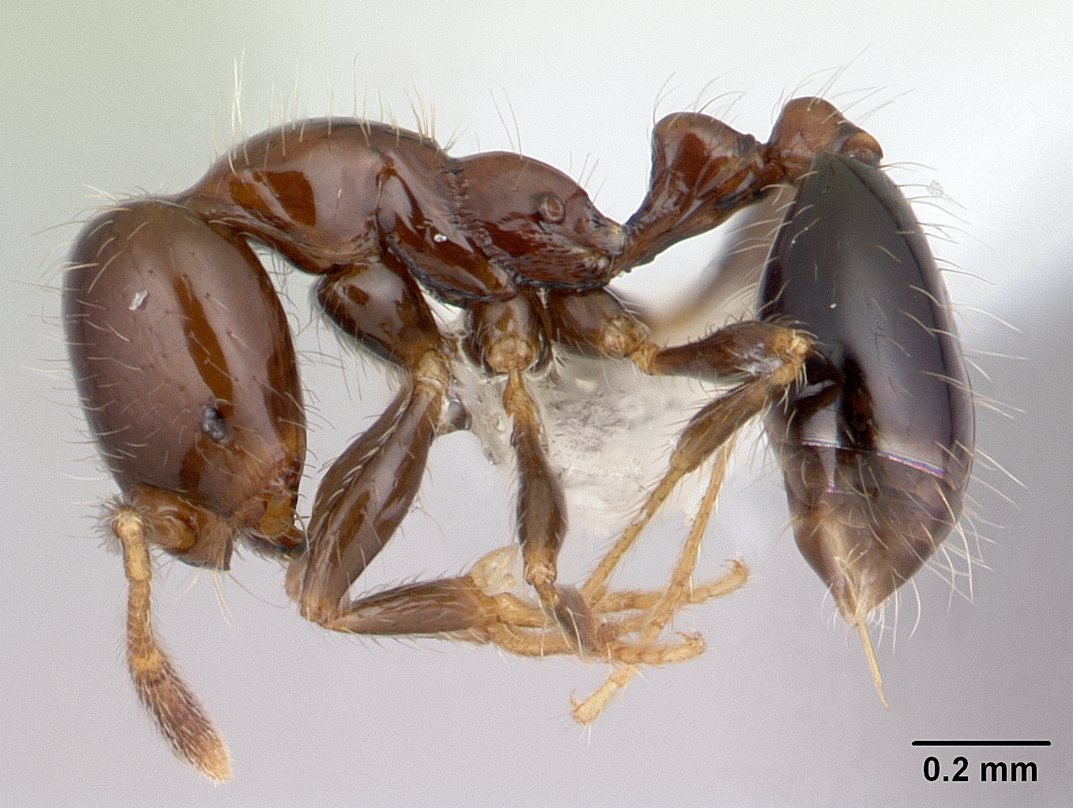
Solenopsis stricta

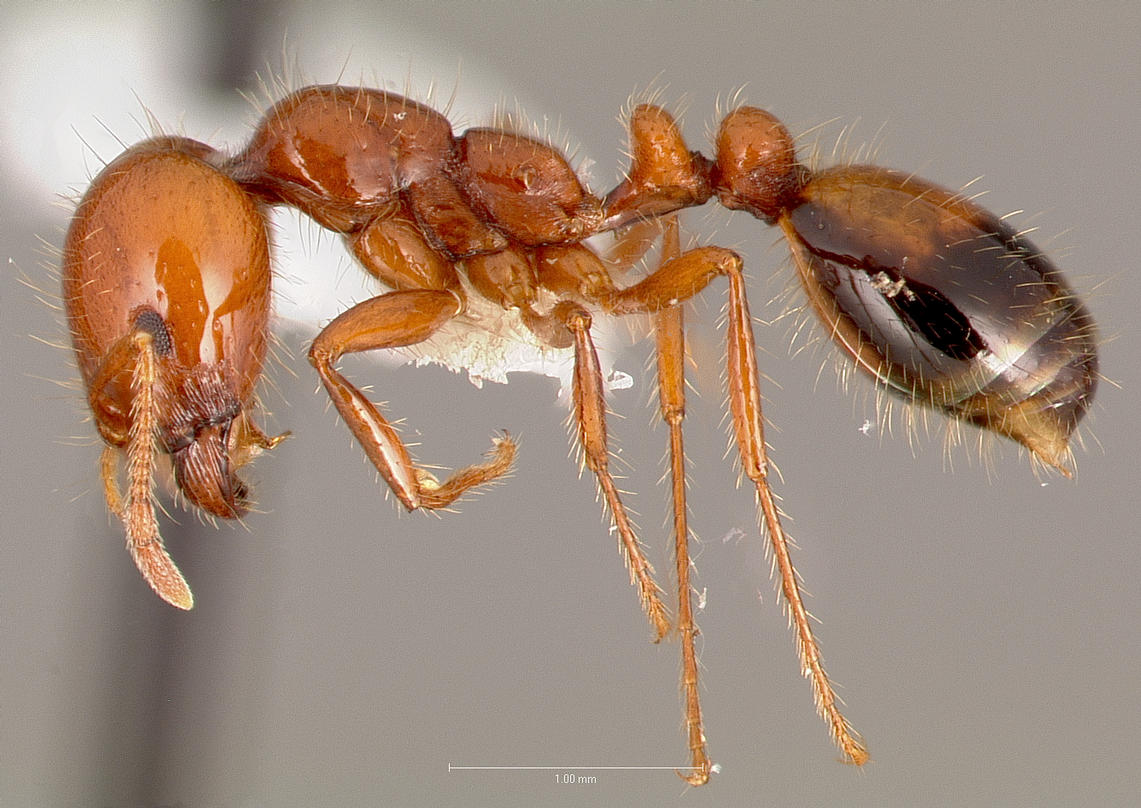
Solenopsis xyloni

Il genere Solenopsis comprende le seguenti specie viventi:
- Solenopsis abdita Thompson, 1989
- Solenopsis africana Santschi, 1914
- Solenopsis albidula Emery, 1906
- Solenopsis alecto Santschi, 1934
- Solenopsis altinodis Forel, 1912
- Solenopsis amblychila Wheeler, 1915
- Solenopsis andina Santschi, 1923
- Solenopsis angulata Emery, 1894
- Solenopsis atlantis Santschi, 1934
- Solenopsis aurea Wheeler, 1906
- Solenopsis azteca Forel, 1893
- Solenopsis basalis Forel, 1896
- Solenopsis belisarius Forel, 1907
- Solenopsis brasiliana Santschi, 1925
- Solenopsis brazoensis (Buckley, 1867)
- Solenopsis brevicornis Emery, 1888
- Solenopsis brevipes Emery, 1906
- Solenopsis bruchiella Emery, 1922
- Solenopsis bruesi Creighton, 1930
- Solenopsis bucki Kempf, 1973
- Solenopsis canariensis Forel, 1893
- Solenopsis capensis Mayr, 1866
- Solenopsis carolinensis Forel, 1901
- Solenopsis castor Forel, 1893
- Solenopsis celata (Dlussky & Zabelin, 1985)
- Solenopsis clarki Crawley, 1922
- Solenopsis clytemnestra Emery, 1896
- Solenopsis conjurata Wheeler, 1925
- Solenopsis cooperi Donisthorpe, 1947
- Solenopsis corticalis Forel, 1881
- Solenopsis crivellarii Menozzi, 1936
- Solenopsis daguerrei (Santschi, 1930)
- Solenopsis dalli (Kusnezov, 1969)
- Solenopsis debilior
- Solenopsis decipiens Emery, 1906
- Solenopsis dentata
- Solenopsis deserticola Ruzsky, 1905
- Solenopsis dysderces Snelling, 1975
- Solenopsis egregia (Kusnezov, 1953)
- Solenopsis electra Forel, 1914
- Solenopsis elhawagryi
- Solenopsis emeryi Santschi, 1934
- Solenopsis enigmatica
- Solenopsis eximia (Kusnezov, 1953)
- Solenopsis fairchildi Wheeler, 1926
- Solenopsis franki Forel, 1908
- Solenopsis froggatti Forel, 1913
- Solenopsis fugax (Latreille, 1798)
- Solenopsis fusciventris Clark, 1934
- Solenopsis gallardoi Santschi, 1925
- Solenopsis gallica Santschi, 1934
- Solenopsis gayi (Spinola, 1851)
- Solenopsis geminata (Fabricius, 1804)
- Solenopsis georgica Menozzi, 1942
- Solenopsis germaini Emery, 1895
- Solenopsis globularia (Smith, 1858)
- Solenopsis gnoma
- Solenopsis gnomula Emery, 1915
- Solenopsis goeldii Forel, 1912
- Solenopsis granivora Kusnezov, 1957
- Solenopsis hammari Mayr, 1903
- Solenopsis hayemi Forel, 1908
- Solenopsis helena Emery, 1895
- Solenopsis hostilis (Borgmeier, 1959)
- Solenopsis iheringi Forel, 1908
- Solenopsis ilinei Santschi, 1936
- Solenopsis indagatrix Wheeler, 1928
- Solenopsis insculpta Clark, 1938
- Solenopsis insinuans Santschi, 1933
- Solenopsis interrupta Santschi, 1916
- Solenopsis invicta Buren, 1972
- Solenopsis jacoti Wheeler, 1923
- Solenopsis jalalabadica Pisarski, 1970
- Solenopsis japonica Wheeler, 1928
- Solenopsis joergenseni Santschi, 1919
- Solenopsis juliae (Arakelian, 1991)
- Solenopsis kabylica Santschi, 1934
- Solenopsis knuti Pisarski, 1967
- Solenopsis kochi
- Solenopsis krockowi Wheeler, 1908
- Solenopsis laeviceps Mayr, 1870
- Solenopsis latastei Emery, 1895
- Solenopsis latro Forel, 1894
- Solenopsis leptanilloides Santschi, 1925
- Solenopsis longiceps Forel, 1907
- Solenopsis loretana Santschi, 1936
- Solenopsis lotophaga Santschi, 1911
- Solenopsis lou Forel, 1902
- Solenopsis lusitanica Emery, 1915
- Solenopsis maboya
- Solenopsis macdonaghi Santschi, 1916
- Solenopsis macrops Santschi, 1917
- Solenopsis madara Roger, 1863
- Solenopsis maligna Santschi, 1910
- Solenopsis mameti Donisthorpe, 1946
- Solenopsis marxi Forel, 1915
- Solenopsis maxillosa Emery, 1900
- Solenopsis medioclara
- Solenopsis megera Santschi, 1934
- Solenopsis megergates Trager, 1991
- Solenopsis metanotalis Emery, 1896
- Solenopsis metatarsalis (Kusnezov, 1957)
- Solenopsis minutissima Emery, 1906
- Solenopsis molesta (Say, 1836)
- Solenopsis mozabensis (Bernard, 1977)
- Solenopsis nickersoni Thompson, 1982
- Solenopsis nigella Emery, 1888
- Solenopsis nitens Bingham, 1903
- Solenopsis nitida (Dlussky & Radchenko, 1994)
- Solenopsis normandi Santschi, 1934
- Solenopsis novemmaculata Wheeler, 1925
- Solenopsis occipitalis Santschi, 1911
- Solenopsis oculata Santschi, 1925
- Solenopsis omana
- Solenopsis oraniensis Forel, 1894
- Solenopsis orbula Emery, 1875
- Solenopsis orbuloides Andre, 1890
- Solenopsis overbecki Viehmeyer, 1916
- Solenopsis pachycera (Forel, 1915)
- Solenopsis papuana Emery, 1900
- Solenopsis parabiotica Weber, 1943
- Solenopsis parva Mayr, 1868
- Solenopsis patagonica Emery, 1906
- Solenopsis pawaensis Mann, 1919
- Solenopsis pergandei Forel, 1901
- Solenopsis phoretica
- Solenopsis photophila Santschi, 1923
- Solenopsis picea Emery, 1896
- Solenopsis picquarti Forel, 1899
- Solenopsis picta Emery, 1895
- Solenopsis pilosula Wheeler, 1908
- Solenopsis polita
- Solenopsis pollux Forel, 1893
- Solenopsis punctaticeps Mayr, 1865
- Solenopsis puncticeps MacKay & Vinson, 1989
- Solenopsis pusillignis Trager, 1991
- Solenopsis pygmaea Forel, 1901
- Solenopsis pythia Santschi, 1934
- Solenopsis quinquecuspis Forel, 1913
- Solenopsis reichenspergeri Santschi, 1923
- Solenopsis richteri Forel, 1909
- Solenopsis rugiceps Mayr, 1870
- Solenopsis sabeana (Buckley, 1867)
- Solenopsis saevissima (Smith, 1855)
- Solenopsis salina Wheeler, 1908
- Solenopsis santschii Forel, 1905
- Solenopsis saudiensis
- Solenopsis scelesta
- Solenopsis schilleri Santschi, 1923
- Solenopsis schmalzi Forel, 1901
- Solenopsis scipio Santschi, 1911
- Solenopsis sea (Kusnezov, 1953)
- Solenopsis seychellensis Forel, 1909
- Solenopsis shiptoni
- Solenopsis silvestrii Emery, 1906
- Solenopsis solenopsidis (Kusnezov, 1953)
- Solenopsis soochowensis Wheeler, 1921
- Solenopsis spei Forel, 1912
- Solenopsis steigeri
- Solenopsis steinheili
- Solenopsis stricta Emery, 1896
- Solenopsis substituta Santschi, 1925
- Solenopsis subterranea MacKay & Vinson, 1989
- Solenopsis subtilis Emery, 1896
- Solenopsis succinea Emery, 1890
- Solenopsis sulfurea (Roger, 1862)
- Solenopsis sumara
- Solenopsis targuia Bernard, 1953
- Solenopsis tennesseensis Smith, 1951
- Solenopsis tenuis Mayr, 1878
- Solenopsis terricola Menozzi, 1931
- Solenopsis tertialis Ettershank, 1966
- Solenopsis tetracantha Emery, 1906
- Solenopsis texana Emery, 1895
- Solenopsis tipuna Forel, 1912
- Solenopsis tonsa Thompson, 1989
- Solenopsis torresi
- Solenopsis tridens Forel, 1911
- Solenopsis trihasta Santschi, 1923
- Solenopsis truncorum Forel, 1901
- Solenopsis ugandensis Santschi, 1933
- Solenopsis virulens (Smith, 1858)
- Solenopsis vorax Santschi, 1934
- Solenopsis wasmannii Emery, 1894
- Solenopsis weiseri Forel, 1914
- Solenopsis westwoodi Forel, 1894
- Solenopsis weyrauchi Trager, 1991
- Solenopsis wolfi Emery, 1915
- Solenopsis xyloni McCook, 1879
- Solenopsis zambesiae Arnold, 1926
- Solenopsis zeteki Wheeler, 1942
- Solenopsis zingibara

Sono state inoltre descritte le seguenti specie fossili:
- Solenopsis alena † Özdikmen, 2010
- Solenopsis blanda † (Förster, 1891)
- Solenopsis foersteri † Theobald, 1937
- Solenopsis major † Theobald, 1937
- Solenopsis maxima † (Foerster, 1891)
- Solenopsis moesta † (Foerster, 1891)
- Solenopsis privata † (Foerster, 1891)
- Solenopsis superba † (Foerster, 1891)
- Solenopsis valida † (Foerster, 1891)

### Sinonimi
Sono stati riportati i seguenti sinonimi:
- Bisolenopsis Kusnezov, 1953
- Diagyne Santschi, 1923
- Euophtalma Creighton, 1930
- Euophthalma Creighton, 1930
- Euopthalma Creighton, 1930
- Granisolenopsis Kusnezov
- Labauchena Santschi, 1930
- Lilidris Kusnezov
- Octella Forel, 1915
- Oedaleocerus Creighton, 1930
- Oedalocerus Creighton, 1930
- Oligomyrmex (Octella) Forel, 1915
- Paranamyrma Kusnezov
- Solenapsis Westwood, 1840
- Solenopsis (Diplorrhoptum) latroides bogatshevi Arnol'di, 1948
- Solenopsis amica Eidmann, 1936
- Solenopsis bogatshevi Arnol'di, 1948
- Solenopsis callida Smith, 1915
- Solenopsis latroides subsp. bogatshevi Arnol'di, 1948
- Solenopsis manni Creighton, 1930
- Solonopsis Westwood, 1840
- Sonelopsis Westwood, 1840
- Synsolenopsis Forel, 1918

## Lotta biologica

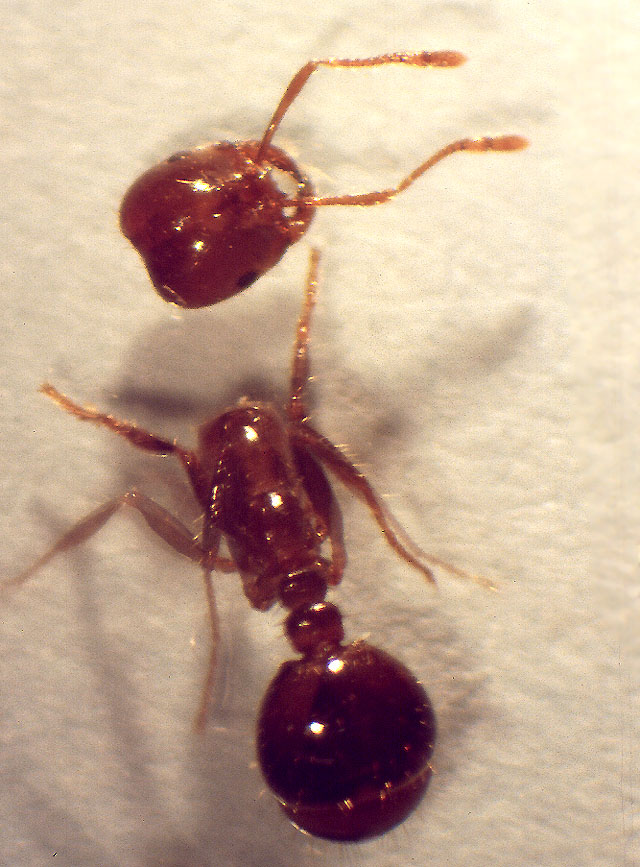
Operaia di Solenopsis sp. decapitata da Pseudacteon sp. (Phoridae)

Le formiche del genere Solenopsis sono spesso parassitate dalle larve dei ditteri del genere Pseudoacteon (Phoridae). Questi ditteri si riproducono deponendo le loro uova nel torace delle formiche. Le larve di I stadio migrano nella testa dell'insetto e, nutrendosi dell'emolinfa, del tessuto muscolare e del tessuto nervoso, portano rapidamente a morte la formica, provocando il distacco della testa dal resto del corpo. A questo punto le larve si impupano all'interno di ciò che rimane della testa della formica, emergendone dopo circa due settimane.
Nei paesi nordamericani in cui la invasione delle formiche di fuoco sudamericane è divenuto un problema di salute pubblica, i foridi sono stati utilizzati come mezzo di lotta biologica. Il loro interesse risiede nella selettività della relazione trofica: in particolare, è stato riscontrato che fra le specie di Pseudoacteon che parassitizzano il genere Solenopsis, alcune, di origine neotropicale, sono strettamente associate alle formiche sudamericane del gruppo S. saevissima, mentre altre, a distribuzione neartica, sono associate alle formiche del gruppo S. geminata, diffuse nel Nord e Centro America. Introdotti artificialmente negli USA, alcuni Pseudoacteon di origine sudamericana si sono rivelati efficaci nel controllo biologico delle formiche di fuoco esotiche mentre ignorano quelle autoctone, a loro volta controllate dagli Pseudoacteon indigeni..